# Pseudocyba
Pseudocyba miracula, és una espècie d'aranya araneomorfa de la subfamília Erigoninae, dins de la família Linyphiidae. És l'únic membre del gènere monotípic Pseudocyba.
És un endemisme que es pot trobar a Rússia i el Kazakhstan.
Fou descrit per primera vegada per A. V. Tanasevitch l'any 1984,.